# Двоєженство

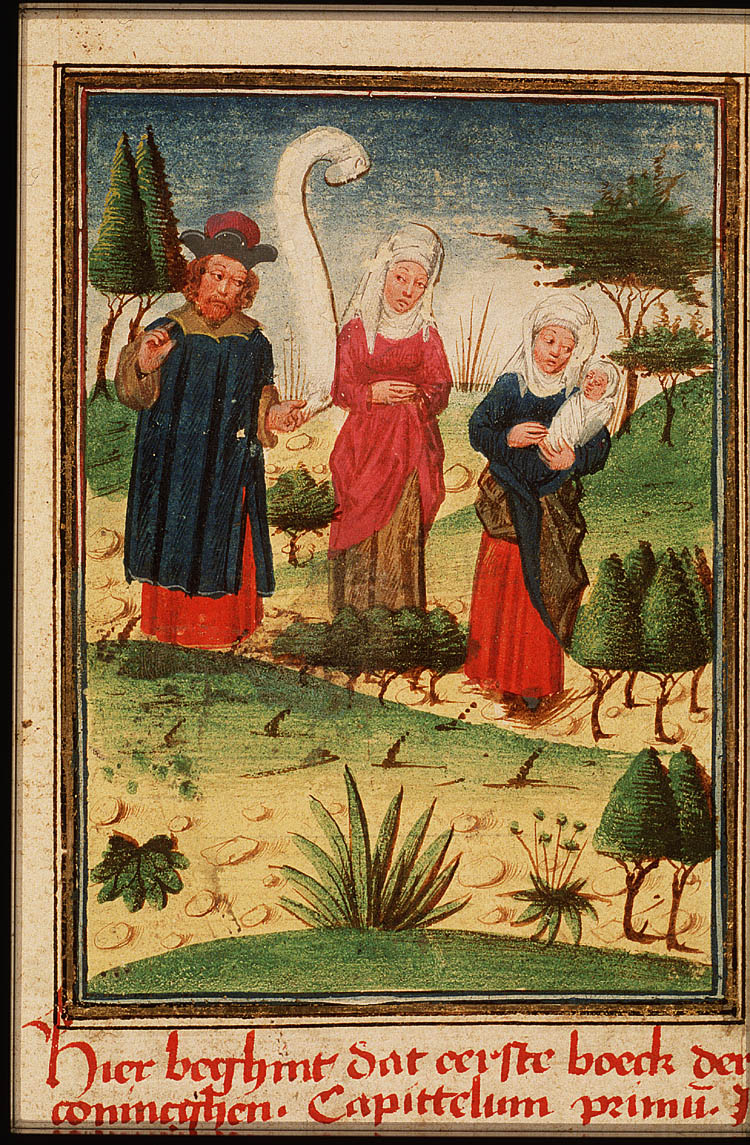
Елкана зі своїми дружинами

Двоєженство (бігамія, двошлюбність) — окремий випадок багатоженства, одночасне перебування чоловіка в шлюбі з двома жінками. У деяких країнах двоєженство переслідується законом, в той час як в інших — це досить поширений звичай.

## Історія
У радянському кримінальному праві трактувалося як «співжиття чоловіка з двома або кількома жінками за умови, що він веде з кожною з цих жінок або одночасно з усіма спільне господарство».
Двоєженство побутувало в стародавній Юдеї. Зокрема, згідно з Біблією, першим увів звичай двоєженства Ламех, син Каїна: «І взяв собі Ламех дві жінки, ім'я однієї Ада, і ім'я другої Селла» (Бут. 4:19).
У середині XIII століття німецький хрестоносець граф Глейхен втік з турецького полону з дочкою султана, яка стала його другою дружиною. Папа Римський дав згоду на те, щоб граф, не розлучаючись із першою дружиною, взяв за дружину туркеню, якщо та прийме християнство. Потрійний плотський шлюб щасливо тривав до смерті подружжя, про що оповідав надгробний напис в монастирі петерберзьких бенедиктинців.